# Gabriel Allon
Gabriel Allon é o principal protagonista da série de suspense e espionagem de Daniel Silva que incide sobre o serviço de inteligência Israelense. Os personagens principais referem-se ao seu empregador como o ''Office'' (Escritório) apesar de não ser especificado que é da Mossad (apesar de que, na realidade, internamente, a comunidade de inteligência Israelense Mossad é coloquialmente conhecido como HaMisrad, [עברית: המשרד] que se traduz literalmente para o português como 'o Escritório', que é exatamente o mesmo nome). Allon é um espião e restaurador de arte. A carreira de Allon começou em 1972, quando ele, Eli Lavon e vários outros foram resgatados da vida civil por Ari Shamron para participar na Operação Ira de Deus, um ato de vingança para caçar e eliminar aqueles responsáveis pela morte de atletas israelitas em Munique. A ira de Deus é referenciado nos livros ao longo de todo o curso de sua vida.

## Biografia da personagem
De acordo com Daniel Silva, Allon é um sabra (calão para judeu que nasceu em Israel) cuja língua materna era o alemão. Ele foi criado Judeu, apesar de viver numa casa modesta no Vale de Jezreel, não estando familiarizado com velas de Shabat até ele até as ver, já em adulto. Os seus pais, especificamente a sua mãe, Irene, foi sobrevivente do Holocausto (de Berlim), estando presentes em segmentos em toda a série; é muitas vezes aludiu para que a sua falta de vontade para discutir o que aconteceu com ela é parte do que faz Allon como um bom espião e mestre dos segredos. Não se sabe muito sobre Allon do pai para além da sua morte na Guerra dos Seis Dias, outros, que ele era um sobrevivente do Holocausto (como sua futura esposa), que nasceu e cresceu em Munique. De acordo com Shamron, o nome de Gabriel Allon foi escolhido por uma razão: ''A tua mãe nomeou-te Gabriel pois Michael é o maior [anjo], mas tu, Gabriel, és o mais poderoso. Tu és o único que defende Israel contra os seus acusadores. Tu és o anjo do julgamento -- o Príncipe do Fogo."
Vários livros da série fazem referência à versatilidade linguística de Allon, estando confirmado que ele fala fluentemente inglês, francês, alemão, hebraico, italiano, bem como também razoável árabe e espanhol. Em O Príncipe do Fogo, Silva permite que o leitor saiba que o alemão era a sua primeira língua e continua a ser a língua dos seus sonhos. De acordo com a imprensa para A Rapariga Inglesa, Allon tem cerca de 60 anos.

## References
1. 1 2  Silva, Daniel. «Behind the Series». HarperCollins. Consultado em 5 de agosto de 2012
2. ↑  «Moscow Rules spy novelist Daniel Silva». Hugh Hewitt. 29 de julho de 2008. Consultado em 5 de agosto de 2012
3. ↑  Lipez, Richard (25 de abril de 2005). «The Ambivalent Assassin». The Washington Post. Consultado em 13 de agosto de 2012
4. ↑  Lervik, Tanya K. «Daniel Silva Launches "English Girl" Featuring Art Restorer Gabriel Allon at the Sixth & I Historic Synagogue». ARCA Blog. Association for Research into Crimes Against Art. Consultado em 12 de agosto de 2013